# Amazonas (destroyer, 1908)
Pour les articles homonymes, voir Amazonas.
L'Amazonas est un destroyer de classe Pará de la Marine brésilienne, en service de 1909 à 1931. Il a été nommé d’après l’état brésilien d’Amazonas.

## Conception
En 1904, le Brésil a adopté un plan ambitieux pour rénover et moderniser sa marine. Le programme de rénovation navale a été négocié et adopté en décembre 1904, et prévoyait l’acquisition d’un grand nombre de navires, dont une douzaine de destroyers. En 1906, le programme a été modifié pour réduire à dix le nombre total de destroyers. Ces navires sont devenus connus sous le nom de destroyers de classe Pará.
Le navire avait une longueur hors tout de 73,2 m, un maître-bau de 7,2 m et un tirant d'eau de 2,4 m. Le navire était propulsé par deux moteurs à vapeur alternatifs à triple expansion, qui entraînaient deux arbres d'hélice et qui produisaient au total 6898 ch (5144 kW) et donnaient une vitesse maximale de 27 nœuds (50 km/h). Au cours des essais en mer, la vitesse prévue dans le contrat a été dépassée et le navire a été chronométré à 27,17 nœuds (50,32 km/h). La vapeur des turbines était fournie par deux chaudières à double extrémité de type Yarrow. L'Amazonas transportait un maximum de 140 tonnes de charbon, ce qui lui permettait d’atteindre une autonomie d’environ 3700 milles marins (6900 km) à 14 nœuds (26 km/h)
Le navire avait deux canons de 102 mm en affûts simples. En outre, quatre canons de 47 mm montés en affûts simples ont été installés au moment du lancement.

## Historique
Le destroyer a été lancé le 21 novembre 1908 au chantier naval de Yarrow à Scotstoun. Sa marraine était Senhora Gomes Ferraz, l'épouse du capitaine Ferraz. Les essais officiels à pleine vitesse pour l'Amazonas ont eu lieu le 29 décembre 1908 sur le mille de profondeur mesuré à Skelmorlie à l’embouchure de la Clyde. Au cours d’une course continue de trois heures avec une charge de 100 tonnes, le navire a dépassé sa vitesse contractuelle de 27 nœuds.
L'Amazonas a quitté Glasgow le 24 avril 1909, s’est arrêté à Plymouth le lendemain et a dû y passer six jours en attendant du beau temps. De là, il est allé à Lisbonne le 6 mai et y est resté 10 jours. De Lisbonne, le destroyer a continué jusqu’à Las Palmas où il a passé 6 jours supplémentaires, puis s’est rendu à Sao Vicente. Après avoir séjourné au Cap-Vert pendant 4 jours, le navire a quitté São Vicente et est arrivé à Recife le 2 juin à 14 heures environ. Le navire a quitté Recife pour Bahia le 4 juin 1909 vers 16 h, après avoir refait le plein de charbon. L’intention était de le mettre en cale sèche pour être repeint, nettoyé et inspecté.